# Cocai vár
A cocai vár (spanyolul: castillo de Coca) a közép-spanyolországi Coca 15. századi műemléke. A spanyolországi gótikus-mudéjar várak egyik legszebb példájának tartják, ma kedvelt turisztikai célpont.

## Története
A vár építésére 1453-ban adott engedélyt II. János kasztíliai király Alonso de Fonseca ávilai püspöknek. Az eredeti építész Alí Caro volt, ő azonban elhunyt, mielőtt a munkálatok befejeződtek volna, így a feladatot testvére vette át tőle. Forrásokból tudni lehet, hogy 1462-ben Cocában működött egy pénzverde, ahol portugál és kasztíliai érméket állítottak elő: többek között a vár építkezésében részt vevő munkásokat fizették ki ezekkel. Az épület végül 1473-ra lett kész.
Miután 1520-ban Antonio de Fonseca felgyújtatta Medina del Campo városát, a comunerók bosszúból majdnem elpusztították a cocai várat.
A vár négyzet alakú középső udvara régebben dupla oszlopsorral volt szegélyezve: ezek a korinthoszi oszlopok márványból készültek, a padló és a falak pedig csempékkel és gipszből készült díszítőelemekkel voltak fedve. 1828-ban azonban Faustino Ruíz, az Alba ház adminisztrátora lebontatta az oszlopokat, és egyenként 40 pesetáért eladta őket. A vár egyébként még a 20. század közepén is az Alba hercegeké volt, de ők 1954-ben átadták azt a Mezőgazdasági Minisztériumnak, azzal a feltétellel, hogy fel kell újítani, és hogy egy erdészeti iskolát kell benne elhelyezni. Ez az iskola azóta is itt működik.
Az épület 1928 óta hivatalosan is nemzeti műemléknek számít.

## Leírás
A gótikus-mudéjar stílusú vár a Segovia tartománybeli Coca községben található, a település nyugati szélén egy sík területen. Alaprajza közel négyzet, de valójában szabálytalan. Sarkain sokszög keresztmetszetű bástyák emelkednek (valamint a belső vár északkeleti sarkában egy magasabb, négyzet alaprajzú öregtorony), és az egész várat egy széles, 560 méter kerületű árok veszi körül: efölött az árok fölött vezet át a keleti oldalon található bejárathoz egy téglából épült híd. A belső várat még egy külső, szintén bástyákkal ellátott, lőréses mellvédekkel zárt fal veszi körül. A védművek többsége téglával borított döngölt földből készült.
Az öregtorony belsejében ma is megvan minden eredeti szint és a magas téglalépcsőfokokkal rendelkező csigalépcső is. A felújított belső udvarban ma is kétszintes árkádsorok vannak, de nem az eredeti márványoszlopokkal, hanem a földszinten kőtalapzatú magas téglaoszlopokkal. A várhoz egy föld alatti tömlöc is tartozik, amelynek egyetlen nyílását a tetőn alakították ki, nehogy az ott őrzött rabok megszökjenek.

## Képek

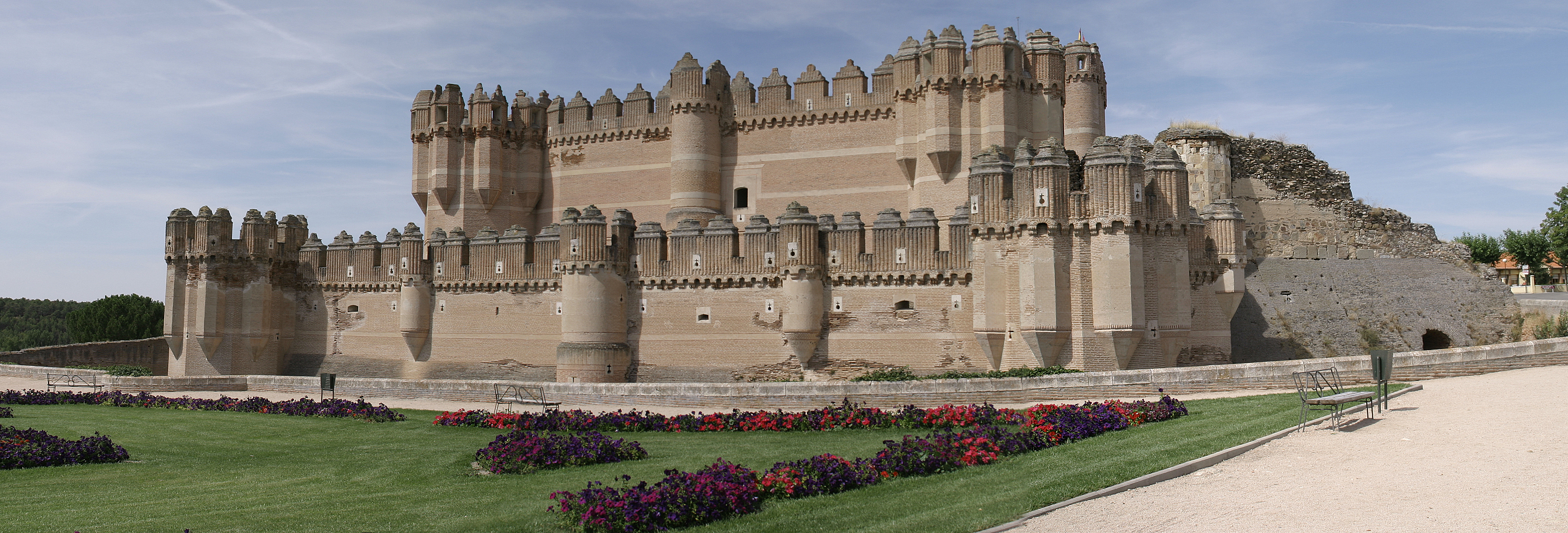
Panorámakép
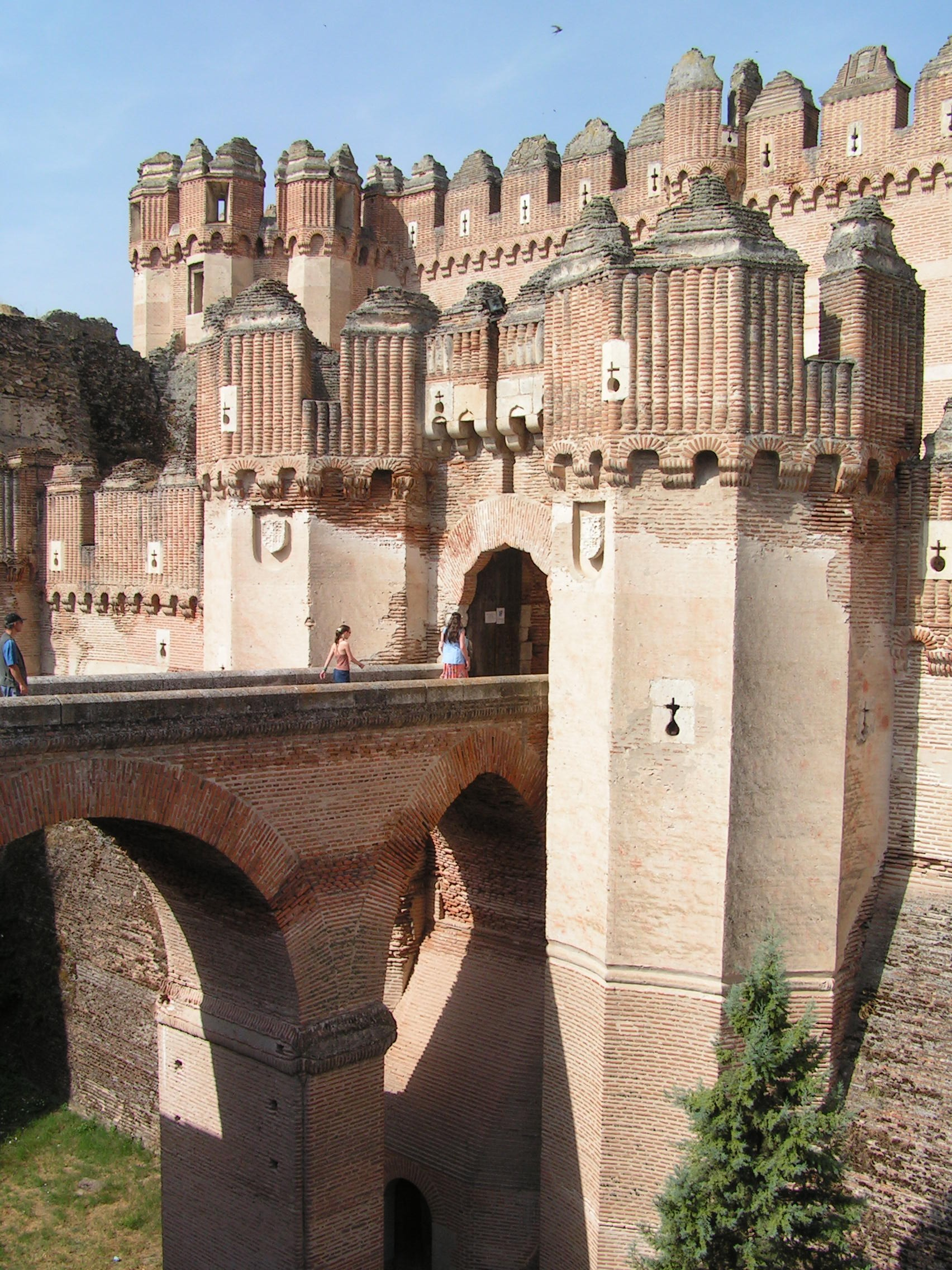
A kapuhoz vezető híd
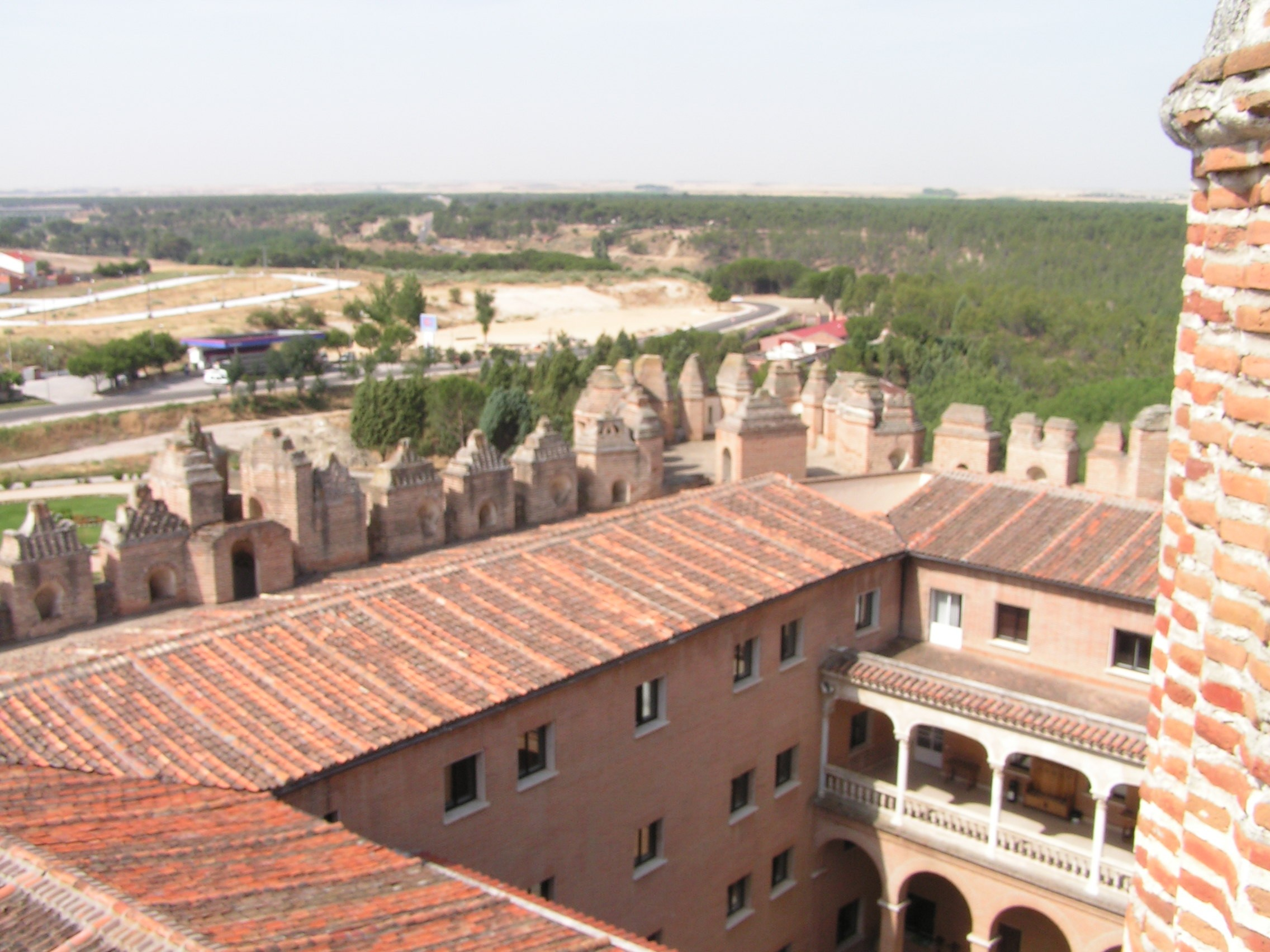
Rálátás a belső udvar egy részére és a falak tetejére
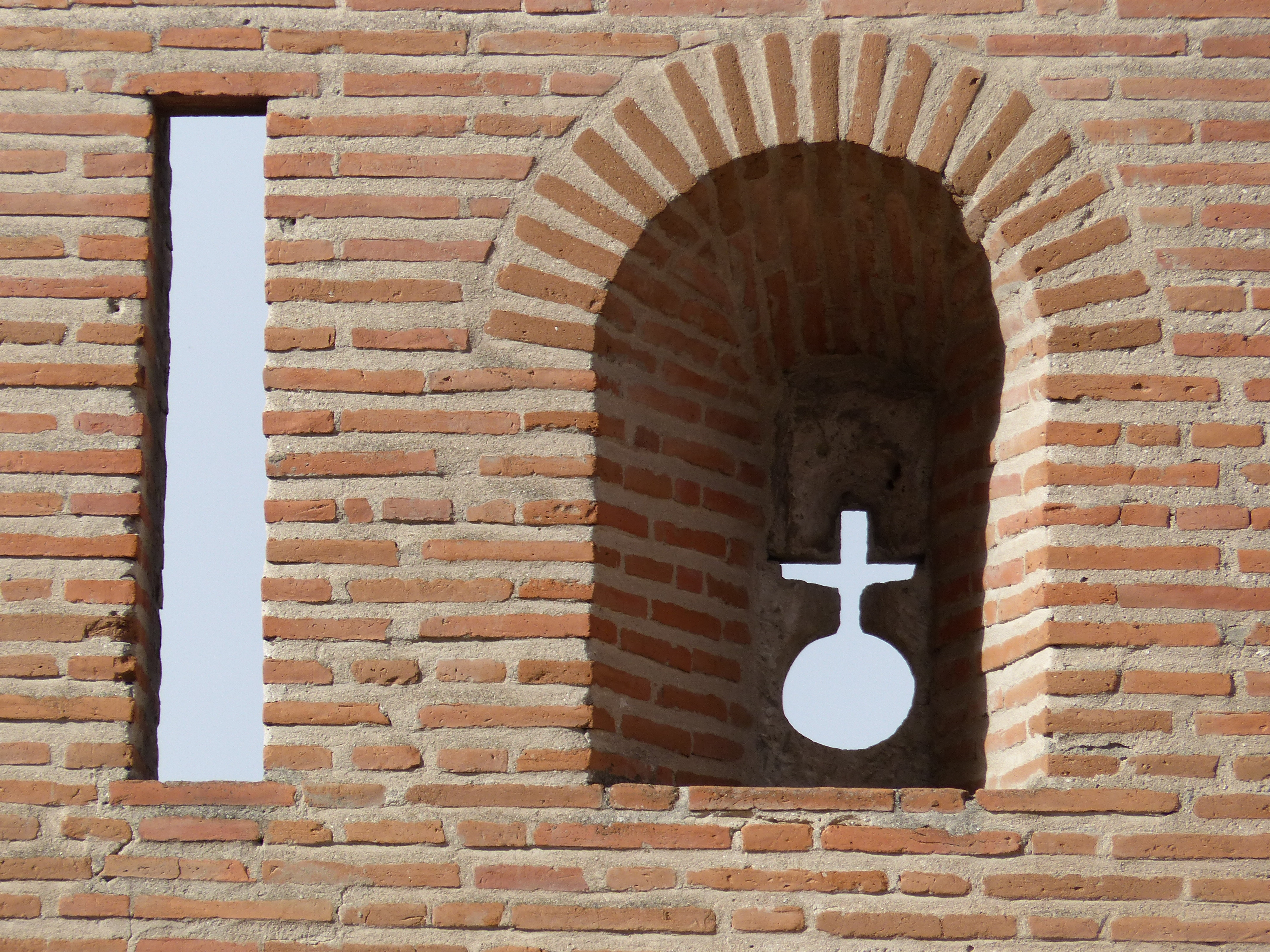
Különféle nyílások
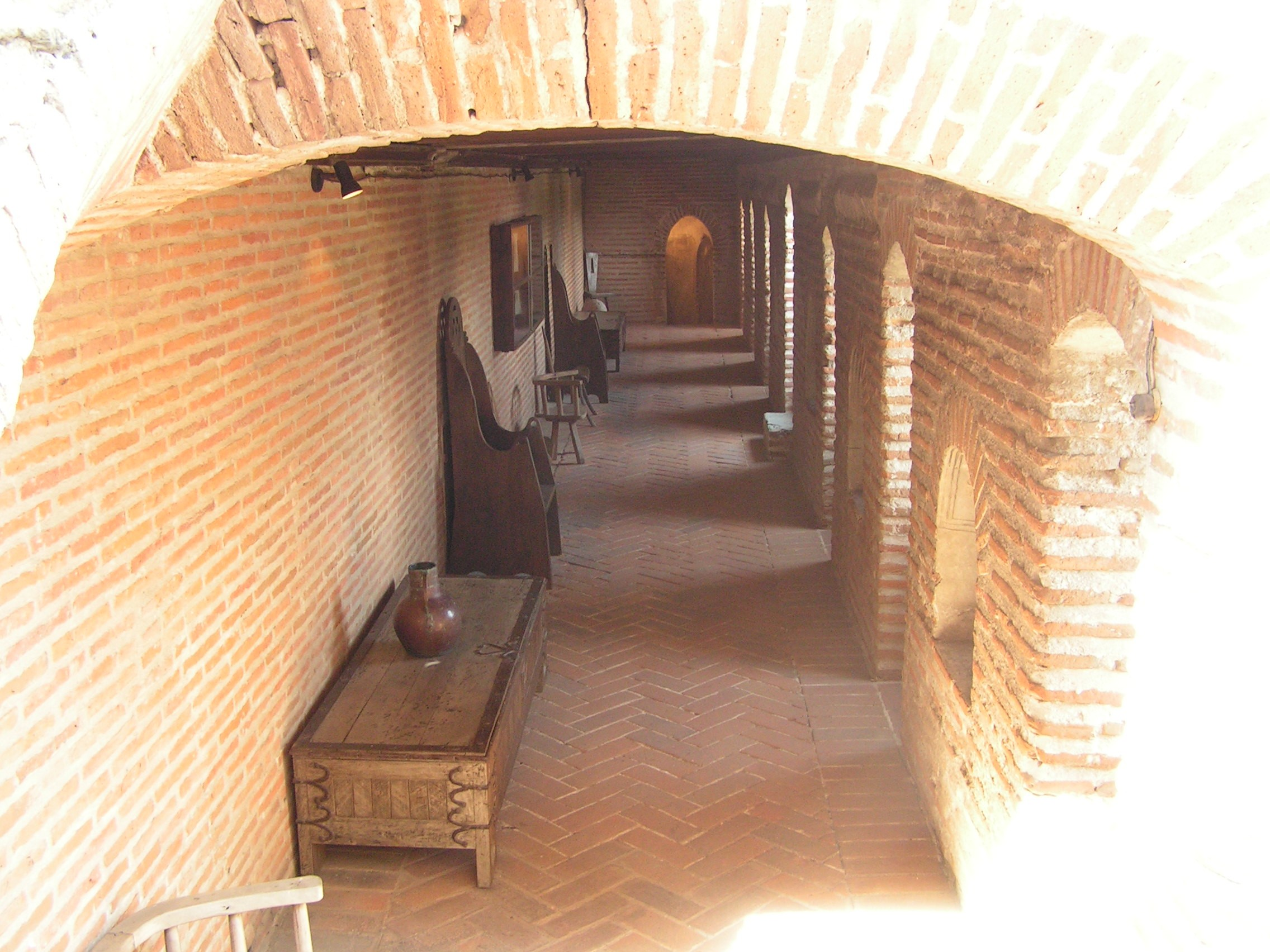
Belső folyosó